# Ptychospermatinae
Ptychospermatinae, podtribus palmi, dio tribusa Areceae, potporodica Arecoideae, na otocima zapadnog Pacifika, Australiji i Novoj Gvineji.

## Opis
Podtribus palmi Ptychospermatinae (Arecaceae: Arecoideae) prirodno je rasprostranjeno u području jugozapadnog Pacifika i sadrži 15 rodova i oko 60 vrsta (u listopadu 2024), uključujući brojne popularne ukrasne biljke. Poput mnogih palmi, cvjetovi Ptychospermatinae su mali, trostruki, jednospolni i uvijek grupirani u cvatove različite veličine. Međutim, oni pokazuju široku raznolikost u broju prašnika (nekoliko do nekoliko desetaka ili čak stotina) što se teško razumljivo s evolucijske točke gledišta. Iako je postignut napredak u razjašnjavanju filogenetskih odnosa unutar Ptychospermatinae, neke odnose među i unutar rodova još uvijek treba razjasniti.

## Rodovi i vrste
Sastoji se od 14 rodova i preko 60 vrsta:
1. Adonidia Becc.; Borneo, Filipini.
  1. Adonidia dransfieldii
  2. Adonidia merrillii
  3. neklasificirana Adonidia (1 ssp.)
2. Balaka Becc.; Fidži, Samoa
  1. Balaka burretiana
  2. Balaka diffusa
  3. Balaka insularis
  4. Balaka longirostris
  5. Balaka macrocarpa
  6. Balaka microcarpa
  7. Balaka samoensis
  8. Balaka seemannii
  9. Balaka streptostachys
  10. Balaka tahitensis
3. Brassiophoenix Burret; Nova Gvineja
  1. Brassiophoenix drymophloeoides
  2. Brassiophoenix schumannii
4. Carpentaria Becc.; Sjeverni teritorij
  1. Carpentaria acuminata
5. Drymophloeus Zipp.; Molučki otoci, Nova Gvineja, Samoa
  1. Drymophloeus litigiosus
  2. Drymophloeus oliviformis
  3. Drymophloeus pachycladus
  4. Drymophloeus subdistichus
  5. neklasificirana Drymophloeus (1 ssp.)
6. Jailoloa Heatubun & W. J. Baker; Molučki otoci
  1. Jailoloa halmaherensis
7. Manjekia Heatubun & W. J. Baker; Nova Gvineja
  1. Manjekia maturbongsii
8. Normanbya F. Muell.; Queensland
  1. Normanbya normanbyi
9. Ponapea Becc.; Bismarckovo otočje, Karolinski otoci
  1. Ponapea hentyi
  2. Ponapea hosinoi
  3. Ponapea ledermanniana
  4. Ponapea palauensis
10. Ptychococcus Becc.; Bismarckovo otočje, Solomonski Otoci, Nova Gvineja
  1. Ptychococcus lepidotus
  2. Ptychococcus paradoxus
  3. neklasificirana Ptychococcus (2 ssp.)
11. Ptychosperma Labill.; Bismarckovo otočje, Molučki otoci, Nova Gvineja, Sjeverni teritorij, Queensland, Solomonski Otoci. 
  1. Ptychosperma burretianum
  2. Ptychosperma caryotoides
  3. Ptychosperma cuneatum
  4. Ptychosperma elegans
  5. Ptychosperma furcatum
  6. Ptychosperma gracile
  7. Ptychosperma lauterbachii
  8. Ptychosperma lineare
  9. Ptychosperma macarthurii
  10. Ptychosperma microcarpum
  11. Ptychosperma nicolai
  12. Ptychosperma propinquum
  13. Ptychosperma pullenii
  14. Ptychosperma salomonense
  15. Ptychosperma sanderianum
  16. Ptychosperma schefferii
  17. Ptychosperma waitianum
  18. neklasificirana Ptychosperma (5 ssp.)
12. Solfia
  1. Solfia samoensis
13. Veitchia H. Wendl.; Fidži, Solomonski Otoci, Vanuatu
  1. Veitchia arecina
  2. Veitchia filifera
  3. Veitchia joannis
  4. Veitchia metiti
  5. Veitchia pachyclada
  6. Veitchia sessilifolia
  7. Veitchia spiralis
  8. Veitchia subdisticha
  9. Veitchia vitiensis
  10. Veitchia winin
  11. neklasificirana Veitchia (3 ssp.)
14. Wodyetia Irvine; Queensland.
  1. Wodyetia bifurcata